# Дудин, Виталий Андреевич
Вита́лий Андре́евич Ду́дин (род. 6 сентября 1943, дер. Ощурята, Пермская область, РСФСР, СССР) — советский и белорусский кинорежиссёр, актёр, сценарист.

## Биография
Окончил строительное училище в Губахе (1960), Московский государственный университет культуры и искусств (заочно) (1965), Пермское культпросветучилище (1968), Белорусский государственный театрально-художественный институт (1976, мастерская театральной режиссуры Аллы Корбут), ВКСР (1979, мастерская Н. Михалкова).
В 1961—1977 работал руководителем драмкружков, директором, режиссёром в Домах культуры.

## Фильмография

### Сценарист
- 1988 — Повестка в суд

### Роли вкино
- 1992 — Прощальные гастроли (Россия, Белоруссия)
- 1996 — Птицы без гнезд (Белоруссия)

### Режиссёр
- 1979 — Удивительные приключения Дениса Кораблева
- 1979 — Первой по росе прошла красавица
- 1981 — Все деньги с кошельком
- 1982 — Иван
- 1982 — Матрос Железняк
- 1988 — Повестка в суд
- 1989 — Под небом голубым...
- 1991 — Бес
- 1992 — Прощальные гастроли
- 1996 — Птицы без гнезд
- 1998 — Три женщины и мужчина
- 2009 — Кадет
- 2011 — На перепутье